# Verband der Schweizerischen Gasindustrie
Der Verband der Schweizerischen Gasindustrie VSG vertritt national und international die branchen- und energiepolitischen Interessen der Mitglieder aus dem Kreis der Schweizer Gaswirtschaft.
Im 1920 gegründeten Verband sind rund 90 Gasversorgungsunternehmen zusammengeschlossen, die sich mehrheitlich in öffentlicher Hand befinden. Der VSG unterstützt seine Mitglieder in den Bereichen Politik, Marketing, Ausbildung und Öffentlichkeitsarbeit. Der Verband hat seinen Sitz in Zürich und verfügt über eine Niederlassung in Lausanne.
Im Zuge einer Dekarbonisierungsstrategie ist IWB per Ende 2021 aus dem VSG ausgetreten. Der Zürcher Gemeinderat möchte, dass Energie 360° ebenfalls austritt. Die Branche will die Gasversorgung bis 2050 dekarbonisieren. 